# Булгак, Ян
Ян Бу́лгак (пол. Jan Bułhak; 6 октября 1876, Осташин под Новогрудком — 4 февраля 1950, Гижицко (Лец), Варминско-Мазурское воеводство; похоронен в Варшаве) — белорусский и польский фотограф и фотохудожник, «отец польской фотографии», один из пионеров белорусской и польской художественной фотографии.

## Биография
Окончил классическую гимназию в Вильне. В 1897—1899 годах изучал философию в Ягеллонском университете в Кракове (не закончил). Вернувшись из Кракова, жил в имении Пересека под Минском, откуда посылал корреспонденции в виленские газеты. В Беларуси в деревне Воронча, что на Новогрудчине, около костёла Св. Анны находятся 4 могилы предков Яна Булгака.
Случайно заинтересовался фотографией. Изучал фотодело в Дрездене. В 1912 году открыл фотоателье в Вильне на улице Портовой 12 (сгорело в 1944; погибло около 30 тысяч негативов, часть уцелела).
По заказу магистрата в 1912—1915 годах фотографировал памятники архитектуры города. С 1919 года преподавал художественную фотографию на отделении изящных искусств Университета Стефана Батория; доцент (1939).
В 1919 году стал одним из основателей и председателем Виленского фотоклуба (в других источниках утверждается, что основал фотоклуб и руководил им с 1927 года); руководил им до начала Второй мировой войны. Был одним из учредителей Польского фотоклуба. В 1935—1939 был одним из редакторов журналов „Przegląd Fotograficzny“, „Fotograf Polski“.
В 1945 году переехал в Варшаву. Выполнил около тысячи фотографий разрушенной и восстанавливавшейся Варшавы, около 2 тысяч фотографий западных земель, присоединённых к Польше. В 1947 году стал учредителем Союза фотохудожников Польши и руководил им до своей смерти.
Устраивал фотовыставки. Принял участие в более чем 170 международных выставках, удостаивался высоких наград.

## Творчество
Известность получил импрессионистскими фотографиями Вильны и окрестностей, других литовских местностей. Фотографии Булгака, передающие саму ауру Старого города и окружающего ландшафта, относят к произведениям «несравненной художественной ценности».
Написал ряд книг по технике и искусству фотографии, воспоминания о Фердинанде Рущице (1939), а также стихотворения и новеллы. Выпустил серию альбомов „Wędrówki fotografa“ (I—IX, 1931—1936). Фотографиями Булгака иллюстрирован путеводитель по городу Юлиуша Клоса, книга о Вильно Ежи Ремера и другие издания. В 1935 году издал книгу про свое путешествие из Вильно на озеро Нарочь с 38 фотоснимками.
Творчество Яна Булгака оказало влияние на развитие художественной фотографии Беларуси, Польши и Литвы.

## Сочинения
- Fotografika. Zarys fotografii artystycznej. 1931
- Technika bromowa. 1933
- Bromografika. 1934
- Narocz największe jezioro w Polsce: z 38 ilustracjami autora.1935.

## Память
- В честь 125-летия со дня рождения Яна Булгака Белпочтой выпущен в обращение памятный художественный конверт с оригинальной маркой (2001).
- Знак-памятник фотографу Яну Булгаку в Пересека Минского района Минской области (2019).

## Галерея

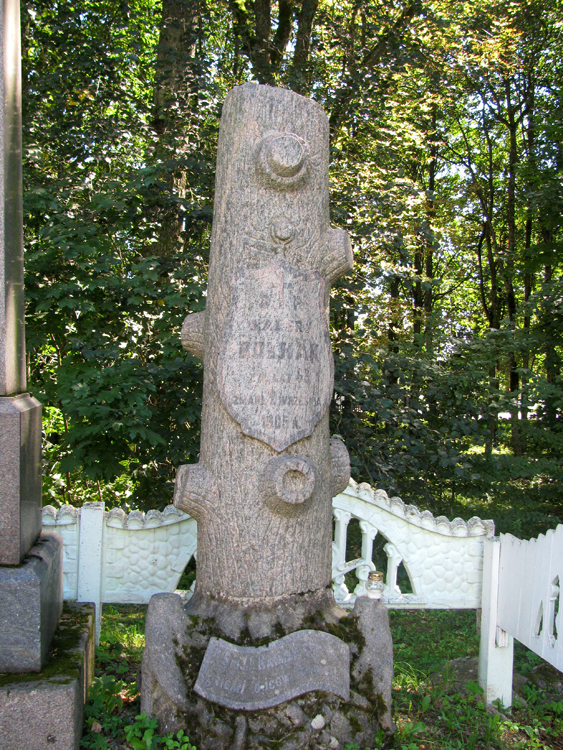
Могилы родителей Валерия Булгака и Юзефы с Гастицких около костёла в Воронча
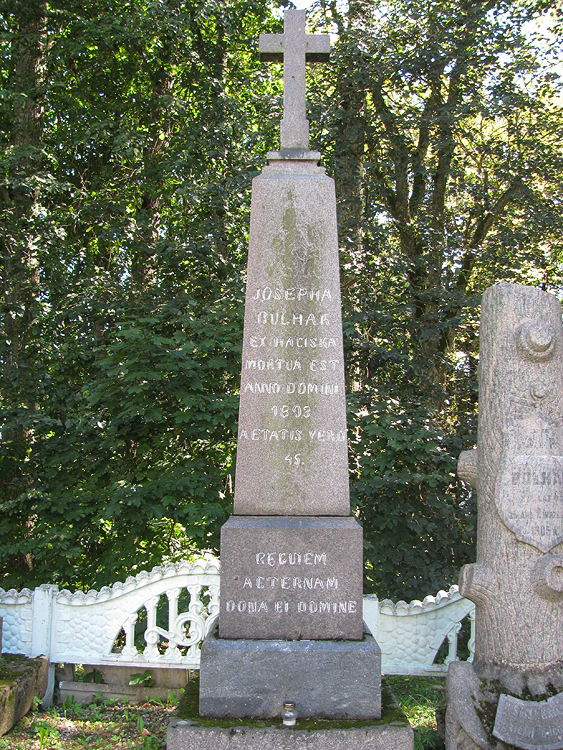
Могилы родителей Валерия Булгака и Юзефы с Гастицких около костёла в Воронча
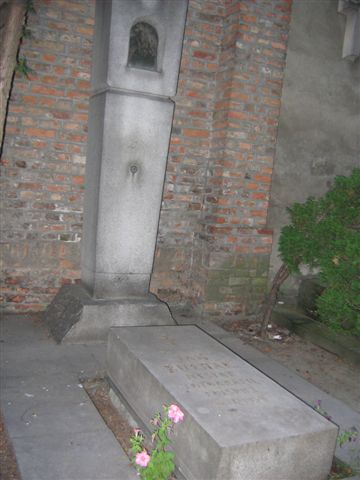
Надгробие на кладбище Старые Повонзки
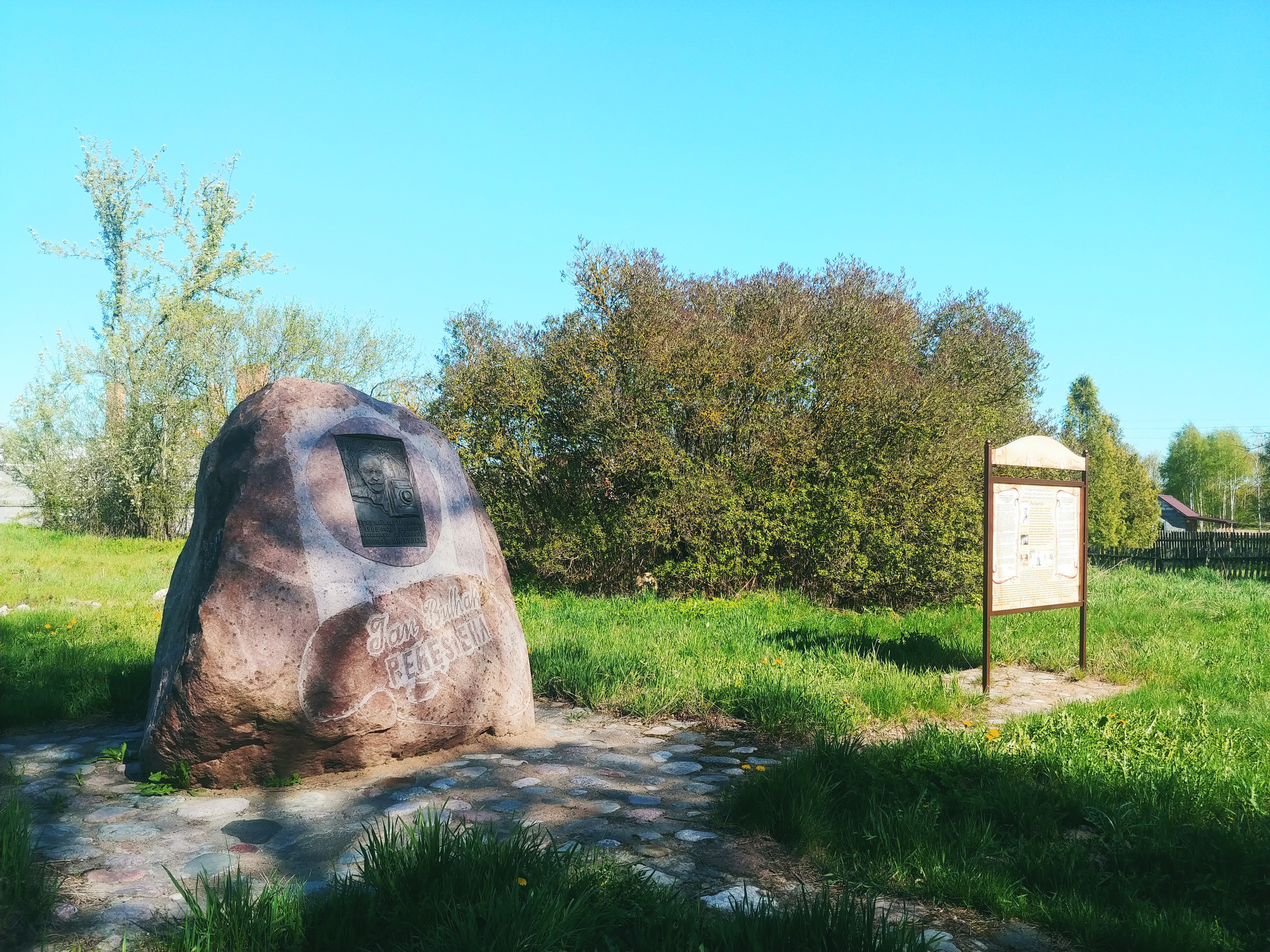
Знак-памятник фотографу Яну Булгаку в Пересека (2019)